# Miia Niemi
Miia-Maarit Niemi (Helsinki, 9 juli 1983) was een Fins voetbalspeelster die speelde als verdediger.

## Carrière

### Clubs
Miia Niemi startte haar carrière bij HJK Helsinki in de Finse Naisten Liiga en werd Fins landskampioen in 2001. Kort daarna maakte ze kennis met Tiina Salmén die de overstap maakte van haar moederclub Helsingin Ponnistus naar HJK. Samen vormden ze een getalenteerd defensiepaar en hielpen HJK met het winnen van de landskampioentitel in 2005 en de Finse Cup in 2002 en 2006. Niemi speelde met HJK Helsinki op de UEFA Women's Cup 2001/02 waar ze de halve finale haalde. In totaal speelde ze 7 wedstrijden in de UEFA Women’s Cup.
In 2008 verkoos Niemi om na 8 seizoenen HJK Helsinki te verlaten en vertrok ze naar Amazon Grimstad in de Noorse Toppserien waar ze verenigd werd met Salmén. Na twee succesvolle seizoenen bij Amazon Grimstad tekenden Salmén en Niemi in 2011 voor Klepp. Ze speelde nog een seizoen bij Klepp IL om daarna samen met collega-verdediger en landgenote Tiina Salmén te stoppen met voetballen.

### Nationaal elftal
Niemi debuteerde bij het Fins vrouwenelftal op 9 maart 2003 als invaller in de wedstrijd tegen Zweden. Ze speelde voor het Fins vrouwenelftal van 2003 tot 2010. Niemi werd niet geselecteerd voor het Fins nationaal elftal in 2005 voor het Europees kampioenschap voetbal vrouwen maar was wel lid van het elftal op het Europees kampioenschap voetbal vrouwen 2009. Niemi speelde haar laatste nationale wedstrijd tijdens de Algarve Cup 2010 tegen Denemarken.

## Erelijst
- 2001, 2005: Winnaar Fins kampioenschap (Naisten Liiga)
- 2002, 2006: Fins bekerwinnaar